# Voldemar Peterson
Voldemar Peterson (* 11. Apriljul. / 24. April 1908greg. in Reval, Gouvernement Estland, Russisches Kaiserreich; † 16. April 1976 in Tallinn, Estnische SSR, Sowjetunion) war ein estnischer Fußballspieler.

## Karriere
Voldemar Peterson spielte in seiner aktiven Fußballkarriere für die estnischen Hauptstadtvereine VK Merkur Tallinn, Tallinna JK und JS Estonia Tallinn. Mit JS Estonia wurde Peterson in den 1930er Jahren fünfmal Estnischer Meister. Nachdem Peterson in der Saison 1928 mit Merkur Vizemeister geworden war, gewann er die Meisterschaft in den Jahren 1934, 1935, 1936, 1938 und 1939. 
Im Juni 1930 debütierte Peterson in der Estnischen Nationalmannschaft gegen Lettland. Mit der Auswahl nahm der Abwehrspieler 1930, 1932, 1936 und 1937 am Baltic Cup teil. Neben Einsätzen bei diesen Turnieren und Freundschaftsspielen absolvierte Peterson ein Qualifikationsspiel für die anstehende Weltmeisterschaft 1938 gegen Schweden im Råsundastadion von Solna.
Für Estland kam Voldemar Peterson zwischen 1930 und 1938 auf insgesamt 22 Einsätze, bei denen er ohne Torerfolg blieb.
Im Zweiten Weltkrieg wurde er in die Rote Armee eingezogen.

## Erfolge
mit dem JS Estonia Tallinn:
- Estnischer Meister: 1934, 1935, 1936, 1938, 1939